# Музей національної пам'яті села Вертіївка
Музей національної пам'яті села Вертіївка — військово-історичний музей, що висвітлює історію села Вертіївка Ніжинського району, Чернігівської області.

## Загальні дані
Музей міститься у невеликому цегляному будинку і розташований за адресою:
вул. Шевченка, буд. 6, с. Вертіївка—16620 (Ніжинський район, Чернігівська область, Україна).
Директор закладу — Раїса Іванівна Люленко.

## Історії

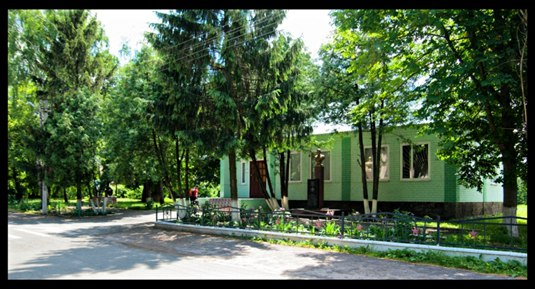
Музей

Музей був створений на базі краєзнавчої музейної кімнати, що існувала при середній школі № 2 починаючи від 1960 року.
У 1976 році для музею збудовано приміщення площею 120 кв.м.
Урочисте відкриття музею з постійною експозицією в стаціонарному приміщення відбулося 23 лютого 1977 року.
З 2000-х років музейний заклад працює не на постійній основі. Тут, як і за СРСР, організовувалася і велася пошукова робота, підтримувалися зв'язки з ветеранами Другої світової війни.
До 2017 року музей мав назву «Вертіївський районний військово-історичний музей імені М. П. Кирпоноса». 18 липня 2017 року, в межах процесів декомунізації, Вертіївська сільська рада ухвалила рішення про перейменування музею та про реорганізацію його експозиції й тематики діяльності.

## Експозиція
Експозиція музею була розміщена у 5 залах.
Експонати першого залу висвітлюють історію села Вертіївка, життя і побут селян. Ряд матеріалів розповідав про дитинство та юнацькі роки М. П. Кирпоноса. Окремий розділ присвячено участі М. П. Кирпоноса у подіях 1917-1921 років. В цей період він був одним з керівників серпневого повстання 1918 року на Чернігівщині, заступником командири Першої української радянської дивізії.
Наступні зали були присвячені воєнним подіям ХХ століття, і зокрема, участі в них уродженця села Михайла Кирпоноса.
Другий зал музею розкривав тему становлення М. П. Кирпоноса як воєначальника. У цій залі було багато меморіальних речей. Це зокрема учбові посібники, якими користувався Кирпонос під час навчання у Військовій академії ім. М. В. Фрунзе, частина особистої бібліотеки та інше.
Третій зал розкривав тему Великої Вітчізняної Війни. Тут зберігаються матеріали про бійців Південно-Західного фронту, очолюваного М. П. Кирпоносом. Тут же — земля з урочища Шумейково Лохвицького району на Полтавщині, де 20 вересня 1941 року у бою з німецькими військами загинув Кирпонос.
Наявні матеріали вертіївчан — учасників Другої світової війни, їх особисті речі, документи, нагороди, грамоти і подяки командування.
Четвертий зал висвітлював життя Вертіївки за час після завершення ДСВ.
Експозиції п'ятого і останнього залу музею розповідала про вшанування та увічнення пам'яті Кирпоноса.
У музейній експозиції чимало меморіальних предметів — особисті речі, документи, нагороди вертіївців-учасників Другої світової війни.
Окремі експозиції музею присвячені повоєнній Вертіївці, вшануванню солдатів сучасниками..
Біля музею встановлено пам'ятник Кирпоносу (1960).